# آرون ژیلاگی

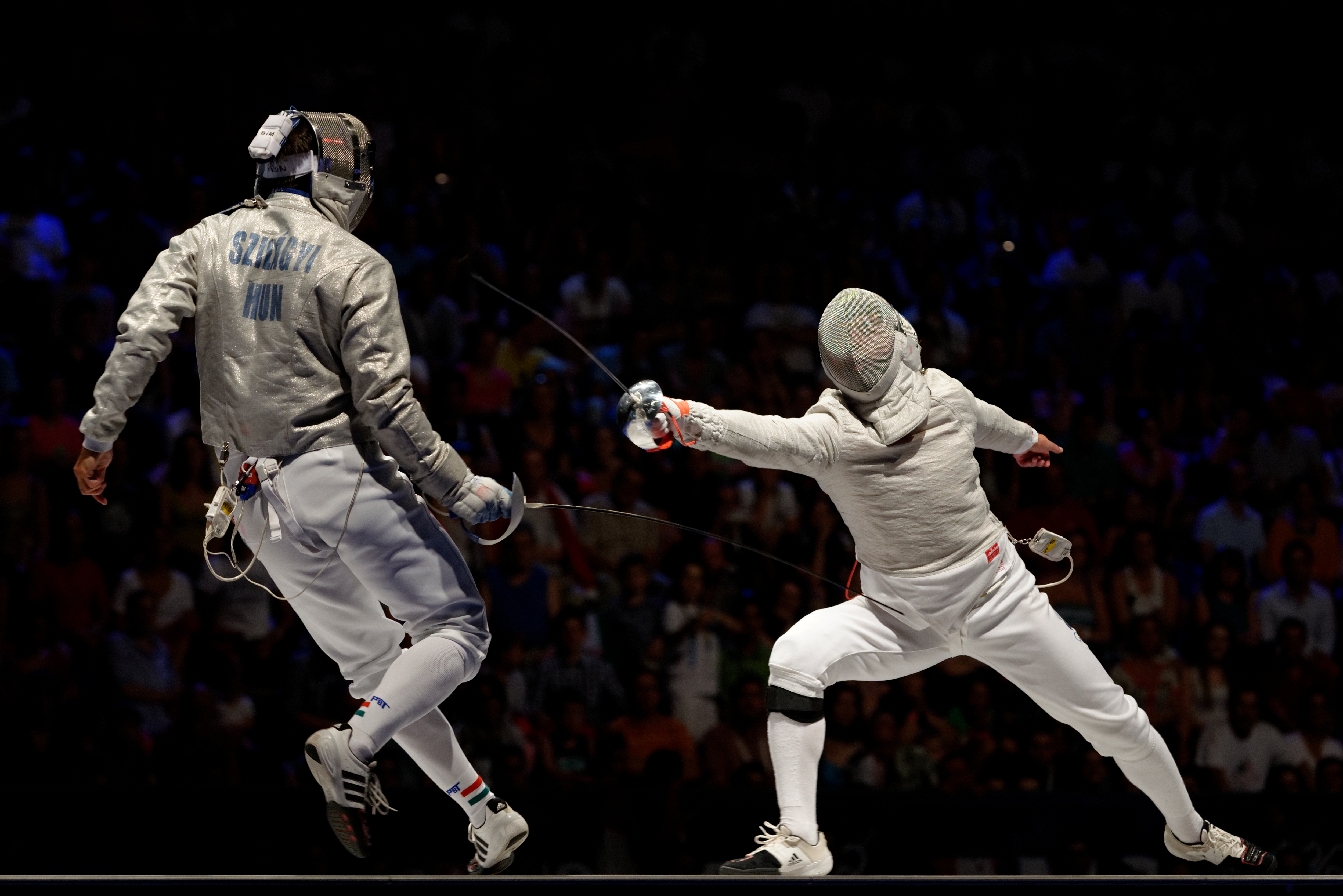
آرون ژیلاگی (سمت چپ) در حال نبرد با نیکولای کووالف

آرون ژیلاگی (مجاری: Szilágyi Áron؛ زادهٔ ۱۴ ژانویهٔ ۱۹۹۰) شمشیرباز اهل مجارستان است. او در چهار بار در بازی‌های المپیک برنده شده؛ سه بار قهرمان انفرادی و برنده مدال برنز تیمی المپیک ۲۰۲۱ است. در توکیو، او تنها شمشیرباز مرد در تاریخ بود که موفق به کسب سه مدال طلای انفرادی المپیک شد. ژیلاگی رئیس بخش شمشیربازی باشگاه واشاش از ۲۰۲۰ و دارندهٔ بالاترین نشان مجارستان است.